# Kounicova (Brno)
Kounicova je ulice nacházející se v širším centru Brna. Její větší část leží v městské čtvrti Veveří, přináležící k městské části Brno-střed. Severní část ulice tvoří hranici mezi městskou částí Brno-Žabovřesky a Brno-Královo Pole. Na jižním konci Kounicova ulice ústí na Moravské náměstí v blízkosti Kounicova paláce.

## Pojmenování
V roce 1839 byla ulice pojmenována jako Leichenhofgasse čili Hřbitovní ulice a byla známa též jako Leichengasse tedy Umrlčí. Ulice totiž přiléhala k tehdejšímu městskému hřbitovu, který se rozkládal v místech dnešního Tyršova sadu. Dne 24. května 1867 byla ulice přejmenována na Friedhofgasse. Od 12. května 1885 byla na památku brněnského starosty Karla Giskry známa též jako Giskrova. Pouze název Giskra-Strasse pak měla ulice od roku 1890 až do 30. prosince 1918, kdy byla po vzniku republiky na památku českého šlechtice a podporovatel brněnského středního a vysokého školství, Václava Roberta z Kounic přejmenována na Kounicovu. Název Kounicova, Kounicgasse, či také Kaunitzgasse vydržel do 10. února 1940, kdy byl ulici vrácen název Giskra-Strasse. Po konci války byla ulice 25. září 1946 přejmenována na Leninovu. K dnešnímu názvu Kounicova se město znovu vrátilo 27. února 1990.

## Významné budovy a instituce
- Hotel Continental
- Fakulta vojenských technologií Univerzity obrany
- Fakulta vojenského leadershipu Univerzity obrany
- Moravská zemská knihovna
- Vyšší odborná škola zdravotnická Brno
- Základní škola a mateřská škola Brno, Kotlářská
- Listovy koleje
- Sokolský stadion

## Galerie

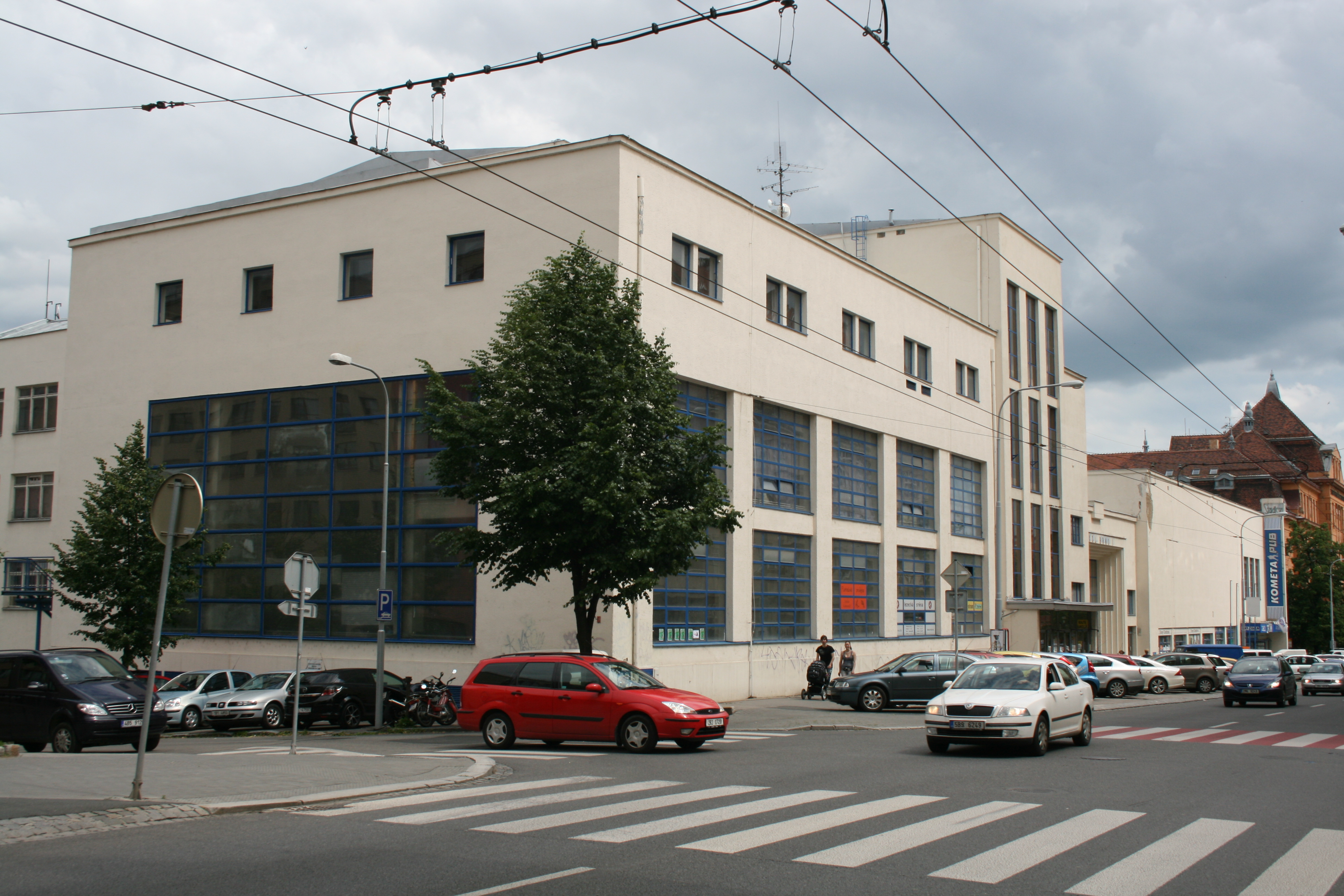
Sokolský stadion, Kounicova 686/22
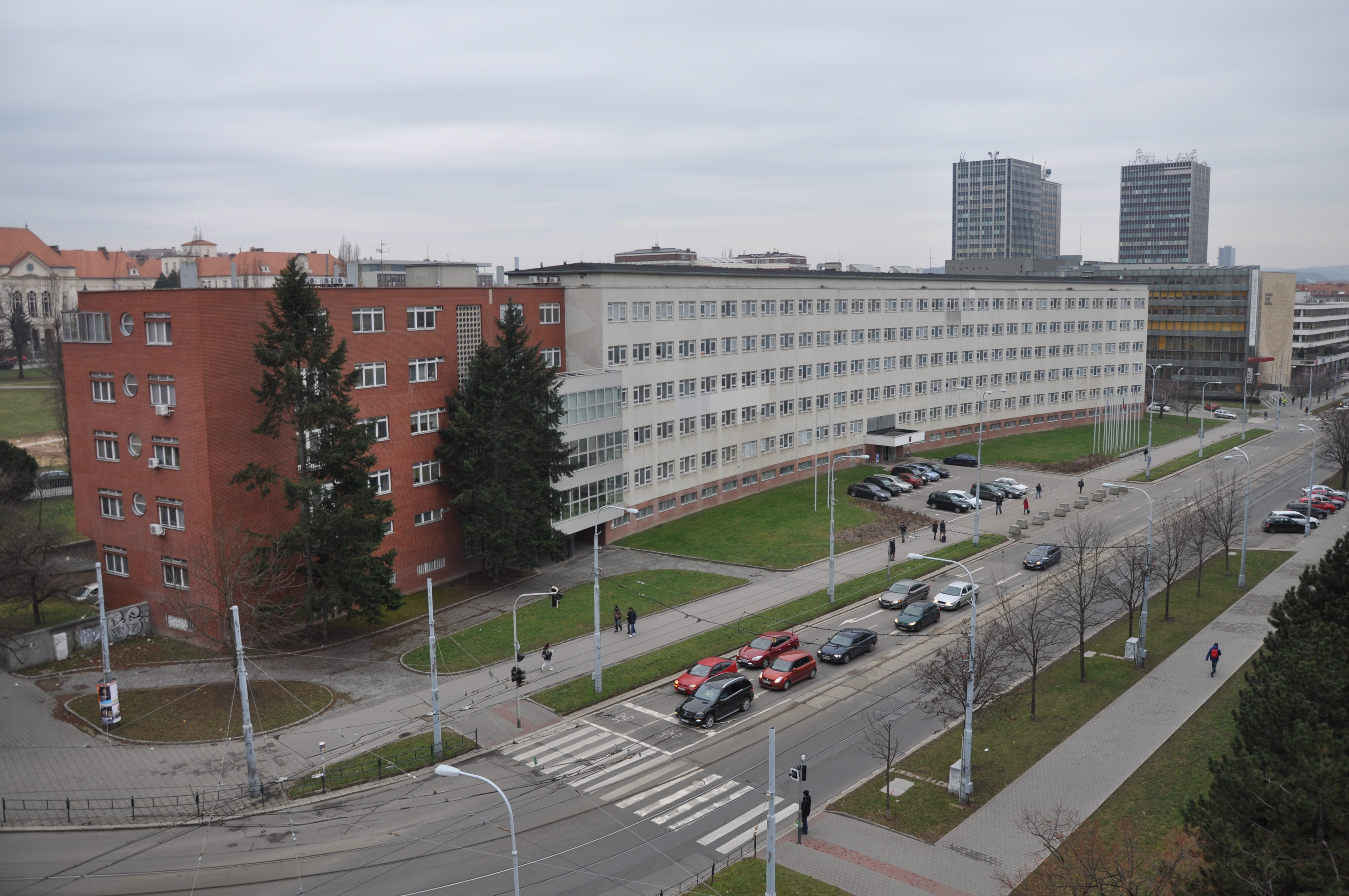
Budova Fakulty vojenského leadershipu Univerzity obrany známá jako Rohlík
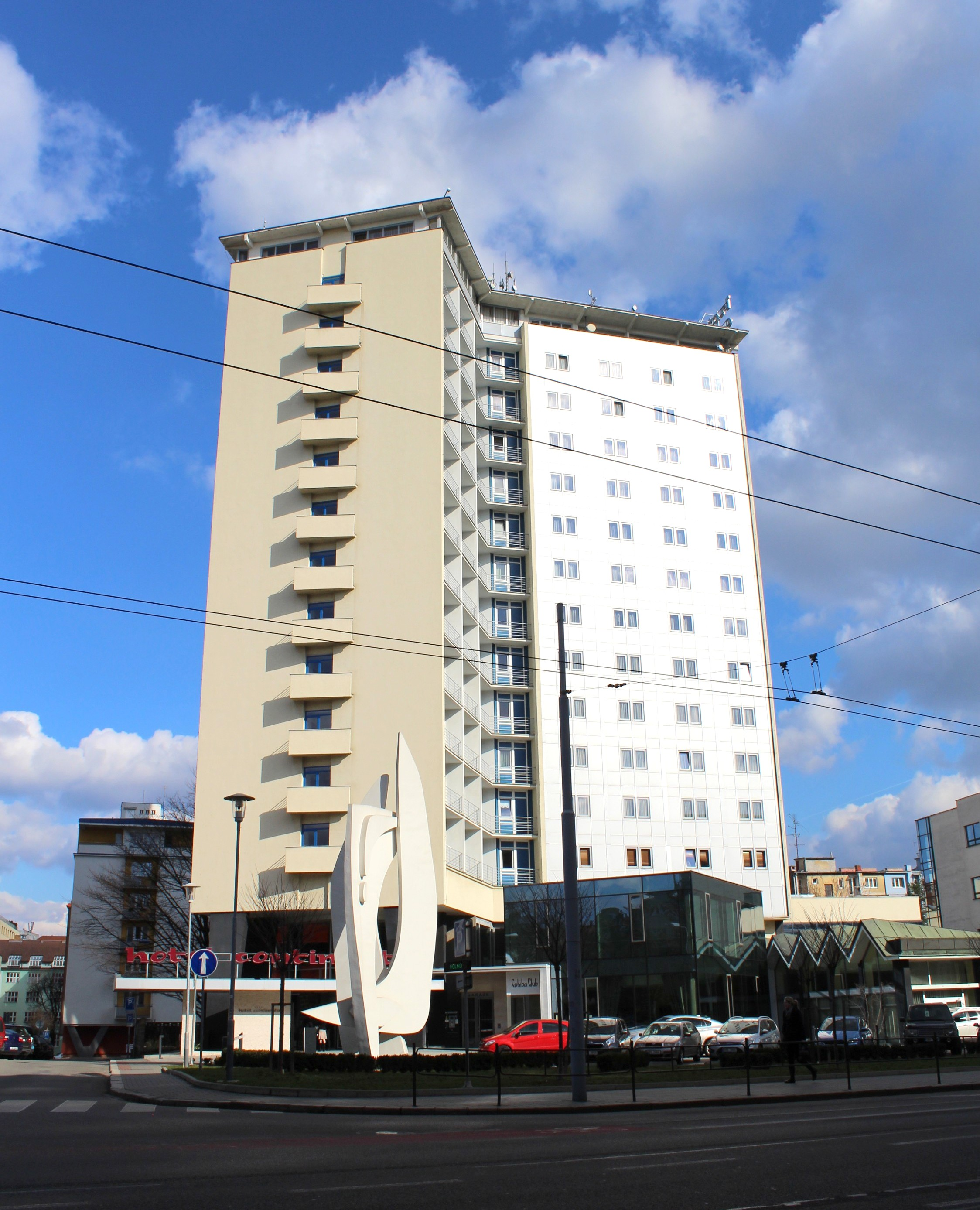
Hotel Continental
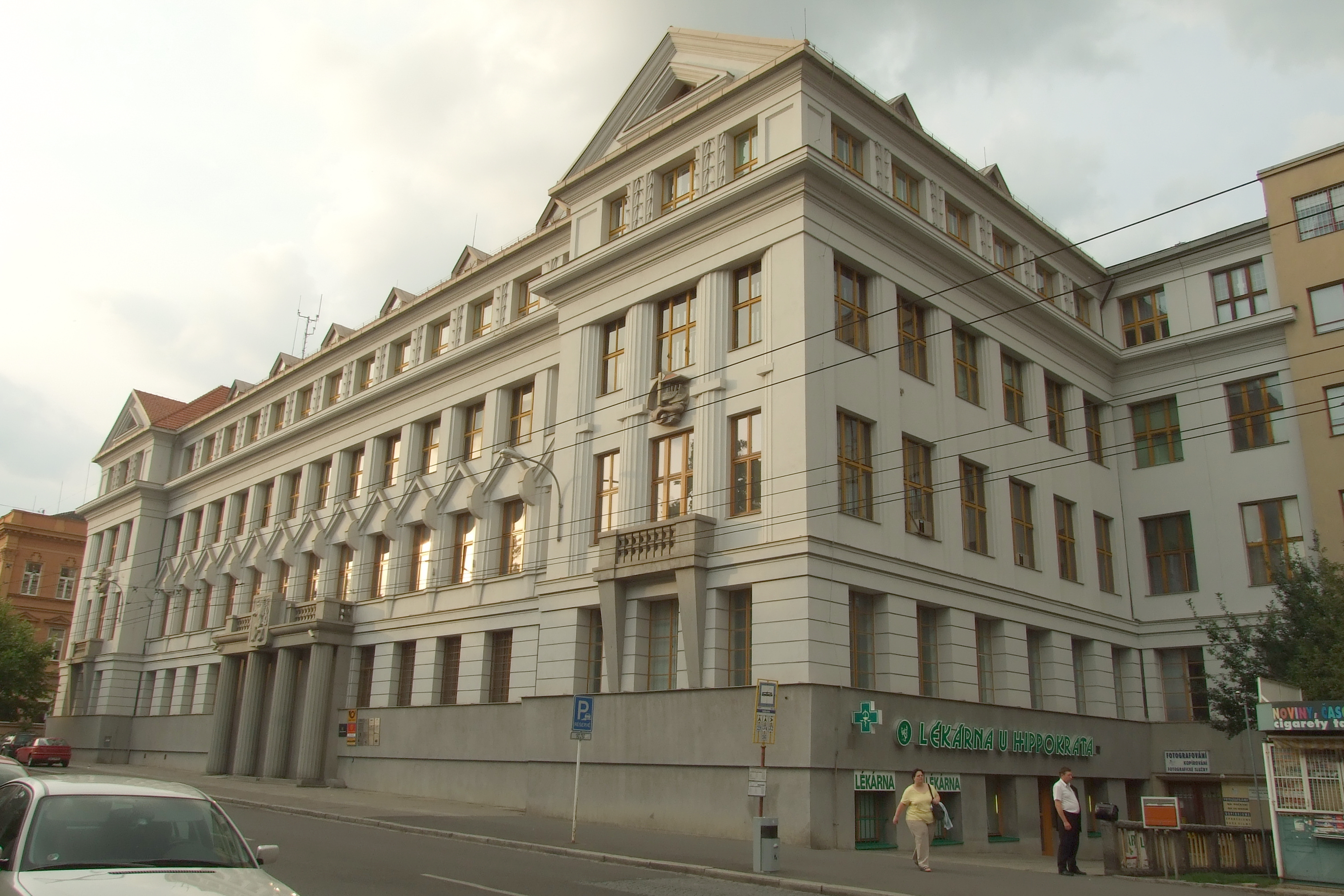
Budova pošty na rohu Kounicovy a Sušilovy ulice
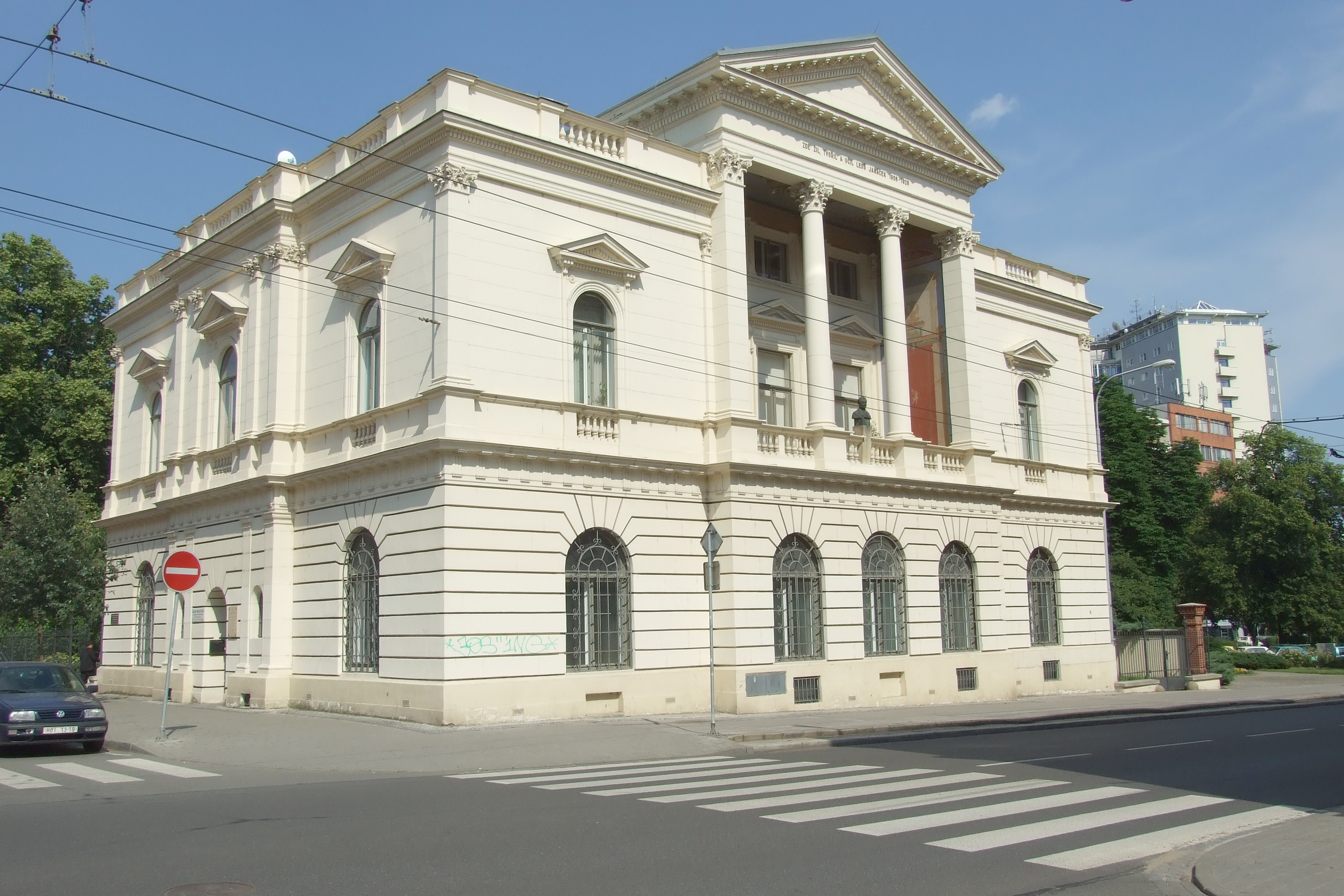
Chleborádova vila na nároží Kounicovy a Smetanovy ulice
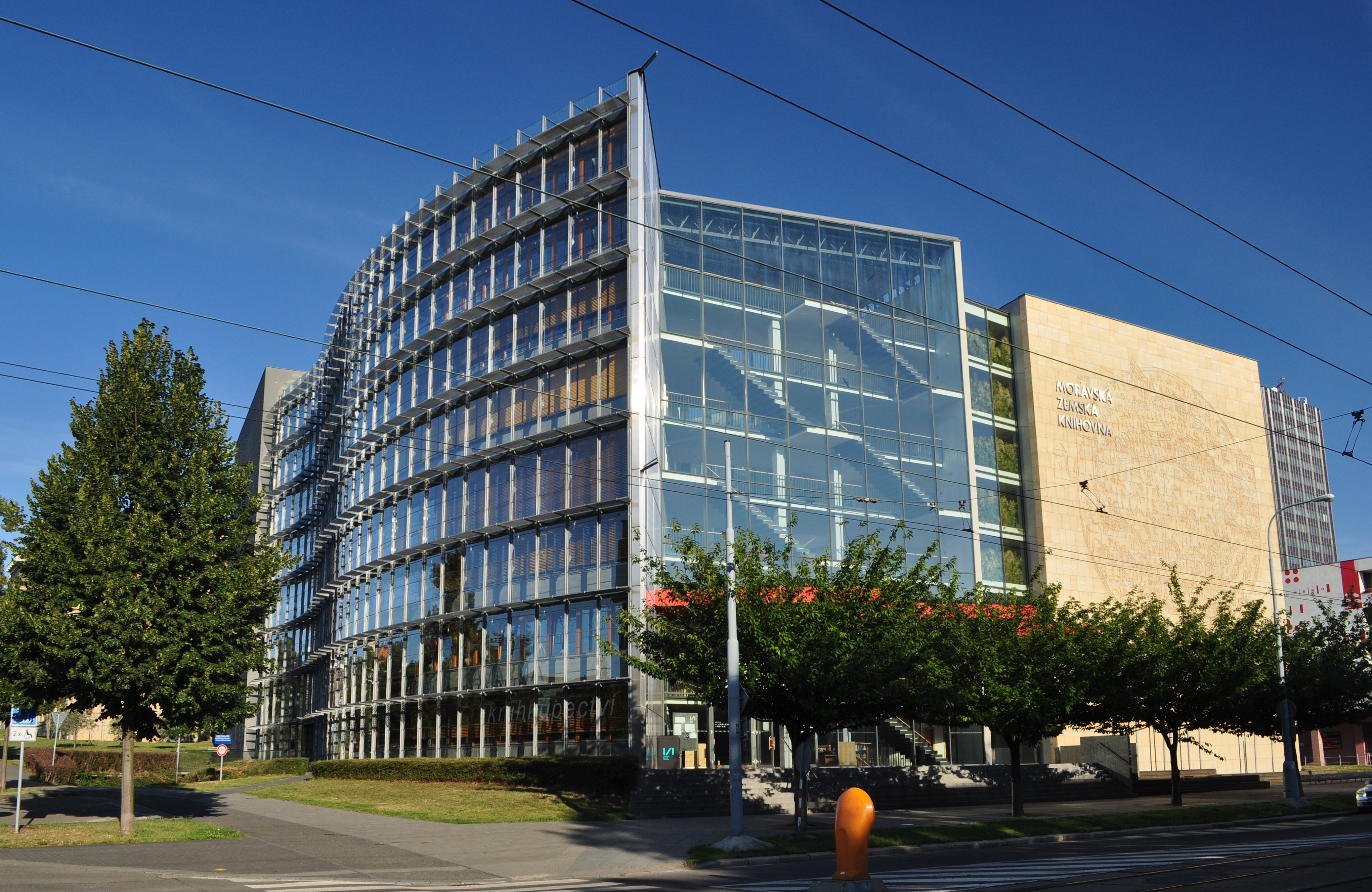
Budova Moravské zemské knihovny
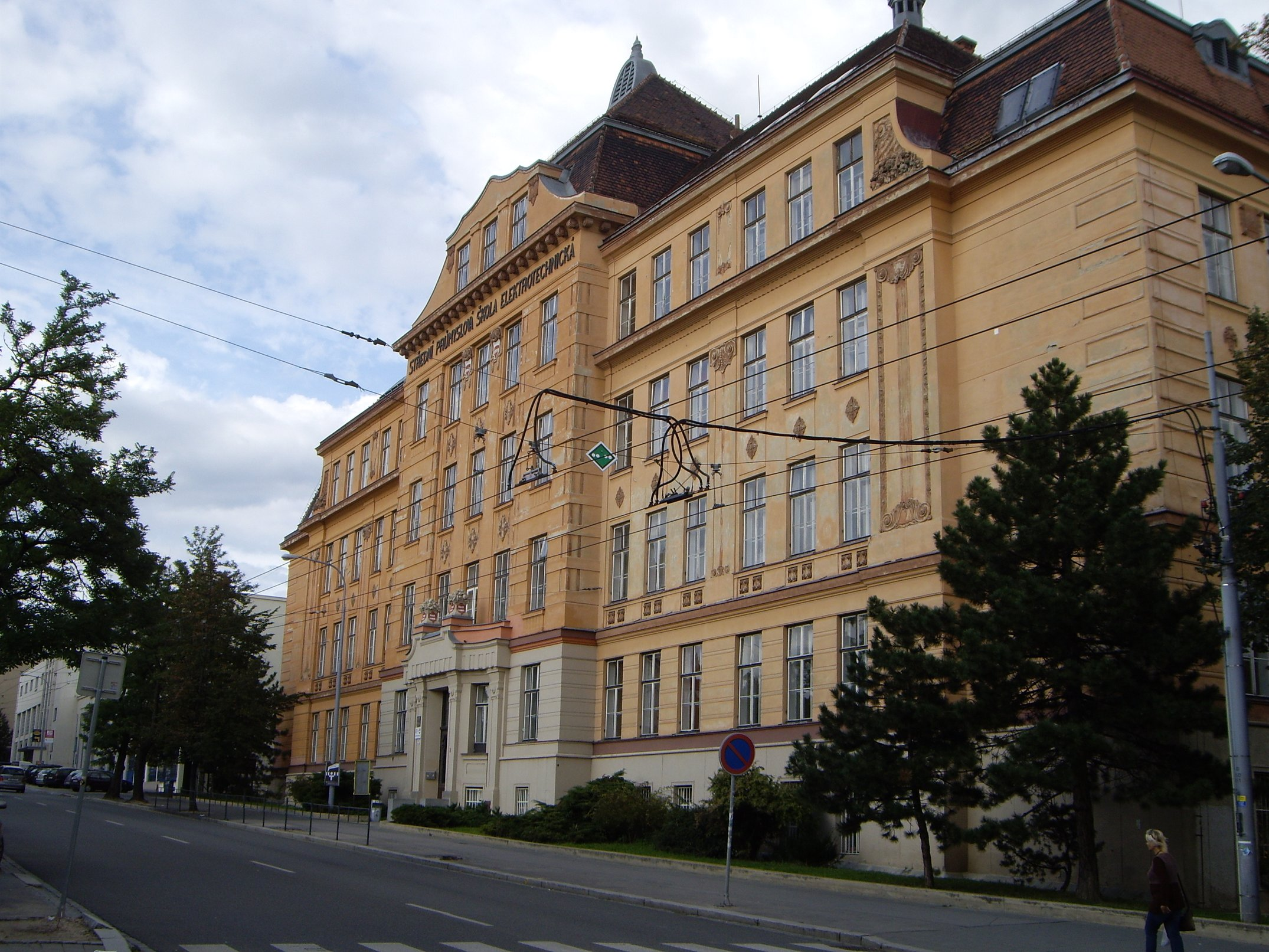
Vyšší odborná škola zdravotnická, Kounicova 684/16
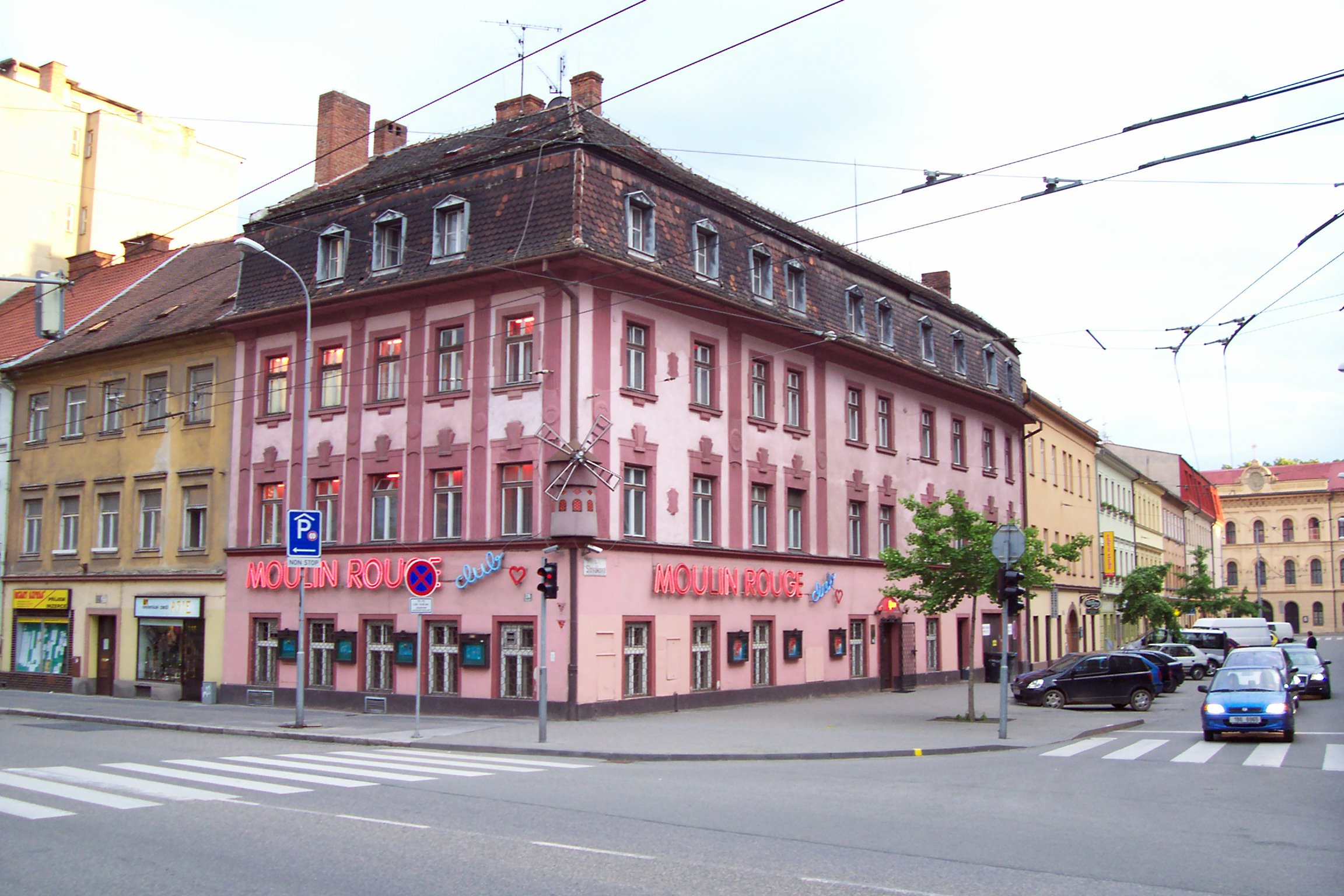
Roh Kounicovy a Slovákovy ulice